# Cibetkovití
Cibetkovité šelmy (Viverridae) jsou jednou z čeledí z řádu šelem. Dorůstají menší až střední velikosti a žijí jak na stromech, tak na zemi. Pod ocasem mají výrazné pachové žlázy, ze kterých se v dřívějších dobách vyráběla například kosmetika, ale i léky. Jejich vzhled je podobný kunám, ale vnitřní stavba spíše kočkám, se kterými jsou příbuzné.
Cibetkovití obývají oblast Afriky, jižní a jihovýchodní Asie a jižní Evropy. Jejich nároky na potravu a biotop se vzhledem k jejich rozšíření liší druh od druhu. Aktivní jsou především v noci.
V dnešní době jsou již chované v zajetí nejen v zoologických zahradách, ale i u jednotlivců. Především druhy jako oviječi a ženetky jsou zkušenými chovateli dobře zvladatelné. V zoologických zahradách se pak setkáme i s binturongy.